# Selliguea chrysotricha
Selliguea chrysotricha là một loài thực vật có mạch trong họ Polypodiaceae. Loài này được (C. Chr.) Fraser-Jenk. mô tả khoa học đầu tiên năm 2008.